# Scalettahorn
Scalettahorn är en bergstopp i Schweiz. Den ligger i regionen Maloja och kantonen Graubünden, i den östra delen av landet. Toppen på Scalettahorn är 3 067 meter över havet. Berget ingår i bergskedjan Abula och i samma massiv som Piz Grialetsch.
Trakten runt Scalettahorn består i huvudsak av kala bergstoppar, isformationer och taluskon. Mellan maj och november används regionen av Schweiz försvaret för övningar. Bergspasset Scalett i närheten var tidigare en viktig länk mellan Engadin och Veltlin. Vandringar till toppen utförs ofta från fjällstugan Dürrboden.